# San Marcos (Ocotepeque)
San Marcos è un comune dell'Honduras facente parte del dipartimento di Ocotepeque.
La città si trova nell'Honduras occidentale, al confine con Guatemala e El Salvador. Fu fondata dai cercatori d'oro spagnoli e belgi.
Il comune venne istituito nel 1845.